# Dinastia teodosiana
La dinastia teodosiana va governar l'Imperi Romà d'Occident de l'any 379 fins al 455.
El pare del fundador de la dinastia (conegut com a Comte Teodosi), un general que salvà Britànnia de la Gran Conspiració. El seu fill Flavi Teodosi va ser fet emperador de l'Imperi Romà d'Occident el 379, després de la mort de Valent a la Batalla de Adrianòpolis; breument reunificà l'imperi entre 394-395 en vèncer l'usurpador Flavi Eugeni. Teodosi va ser succeït pels seus fills Honori a Occident i Arcadi a Orient. La Casa de Teodosi estava emparentada amb la dinastia valentiniana des que Teodosi I es va casar amb Gal·la, una filla de Valentinià I; la filla del matrimoni es va dir Gal·la Placídia.

## Emperadors de la dinastia

### A Occident
- Teodosi I el Gran, (346-395), regnà de 379 a 395, darrer governant de l'Imperi Romà unificat;
- Flavi Honori (384-423, regnà de 395 a 423
  - Màxim (?-411), usurpà el tron de 409 a 411
  - Prisc Atal (?-?), usurpador de 409 a 410 i de 414 a 415
- Constanci III (?-423), regnà el 421
- Joan (?-425), usurpà el tron de 423 a 425
- Valentinià III (419-455), regnà des de 425 fins a 455

### A Orient
- Teodosi I el Gran;
- Arcadi, (377-408), regnà de 395 a 408;
- Teodosi II, (401-450), regnà de 408 a 450;
- Marcià, (392-457), regnà de 450 a 457;
- Lleó el Gran, (401-474), regnà de 457 a 474;
- Lleó II (emperador), (467-474), regnà el 474;
- Zenó (emperador), (425-491), regnà de 474 a 491;
  - Basilisc (emperador rival), (?-477), regnà de 475 a 476;
- Anastasi I, (430-518), regnà des de 491 fins a 518.